# 펠릭스 치세케디
펠릭스 앙투안 치세케디 칠롬보(프랑스어: Félix Antoine Tshisekedi Tshilombo, 문화어: 펠릭스 앙뚜완 칠롬보 치쎄께디, 1963년 6월 13일~)는 콩고 민주 공화국의 대통령으로 2019년 1월 24일부터 대통령직을 수행하고 있다. 그는 민주사회진보연합(UDPS)의 당수이며, 그의 아버지인 에티엔 치세케디의 뒤를 이어 가장 큰 정당으로 모부투 세세 세코 집권기에 세 차례 자이르의 총리를 지냈으며 야당 지도자를 역임했다. 치세케디는 2018년 12월 총선에서 민주사회진보연합의 대통령 후보였으며, 몇몇 선거 감시 조직과 다른 야당들의 부정행위에 대한 비난에도 불구하고 그가 이겼다. 콩고 민주 공화국 헌법재판소는 또 다른 야당 정치인 마르탱 파율루 전 대법원장이 이에 이의를 제기하자 그의 승리를 지지했으나 치세케디는 전임자인 조제프 카빌라 전 대통령과 협상을 했다는 혐의를 받고 있다. 이번 선거는 1960년 벨기에가 벨기에로부터 독립한 이후 처음으로 평화적으로 권력을 이양한 것이다.
카빌라와 연대한 콩고민주전선(FCC) 연합이 의회와 지방 정부를 여전히 장악하고 있었기 때문에 치세케디가 새 총리를 통치하거나 임명할 수 있는 능력은 임기 첫 6개월 동안 제한적이었다. 그는 연정 파트너이자 정치적 실세였던 비탈 카메르헤를 내각의 수장으로 임명했지만, 처음에는 그를 총리로 임명할 의회의 지지를 받지 못했다. 2019년 5월 실베스트르 일룽가를 총리로 임명하기 위해 카빌라에 연대한 의회 다수당과의 합의에 도달했다. 2019년 7월 27일, 치세케디와 의회 간의 협상이 종료되어 새 내각 구성에 합의하였다.

## 어린 시절 및 교육
루바족 집단의 일원인 치세케디는 1963년 6월 13일 킨샤사에서 1990년대 자이르의 총리를 지낸 아버지 에티엔 치세케디와 어머니 마르테의 아들로 태어났다. 그는 수도에서 유년 시절을 편안하게 보냈지만, 1980년대 초 아버지가 모부투 세세 세코에 반대하며 민주사회진보연합(UDPS)을 창당하자 펠릭스는 그와 동행하여 카사시 중심가에 있는 그의 마을에서 가택 연금되었다. 이것은 그의 연구를 중단시켰다. 1985년, 모부투는 그와 그의 어머니, 그리고 그의 형제들이 카사를 떠나는 것을 허락했다. 그는 벨기에 브뤼셀에서 살았으며, 그곳에서 허드렛일을 하며 활동적인 민주사회진보연합 회원이 되었다.

## 정치 경력
2008년 말, 치세케디는 UDPS 대외 관계 국가 비서로 임명되었다.  2011년 11월, 그는 동카사이주의 음부지마이 시를 대표하여 국민의회에 의석을 얻었다. 그는 부정선거를 이유로 그의 자리에 앉지 않았고, 그의 권한은 "결근주의"로 무효화되었다.
2013년 5월, 그는 독립선거관리위원회(CENI)의 조사위원 자리를 거절하면서, CENI의 17조가 정치적 구성원의 회원 자격을 제외하고 있기 때문에 자신의 정치 경력을 보류하고 싶지 않다고 말했다.
2016년 10월, 치세케디는 UDPS의 사무차장이 되었다. 2017년 2월 1일, 아버지가 사망한 후 2018년 3월 31일, UDPS 대표로 선출되었다. 같은 날, UDPS는 2018년 12월 총선에서 그를 대통령으로 지명했다.

### 선거 및 대통령직
2019년 1월 10일, 치세케디가 2018년 12월 선거에서 콩고 민주 공화국의 대통령직을 획득했다고 발표했다. 그는 또 다른 야당 지도자인 마르탱 파율루와 18년간 대통령을 지낸 임기 제한 퇴임 대통령 조제프 카빌라의 지지를 받은 에마뉘엘 라마자니 샤다리를 물리쳤다. 2위인 파율루는 조작을 주장하며 선거 결과에 이의를 제기했다. 1월 19일, 헌법재판소는 도전을 기각하고 공식적으로 치세케디를 대통령 당선자로 만들었다. 다음날, 2019년 1월 24일 그는 대통령에 취임했다. 이것은 1960년 콩고가 독립한 이래로 처음으로 현직 대통령이 평화적으로 야당에게 권력을 이양한 것이다.
1월 20일, 남아프리카 공화국은 아프리카 연합과 유럽 연합이 헌법재판소에 의해 발표된 결과에 대한 의심을 경고했음에도 불구하고 치세케디의 당선을 축하했다. 치세케디가 취임한 후, 카빌라 연합의 일원이 그의 총리로 선출될 것이라고 보도되었다.
2019년 3월 13일, 치세케디는 카빌라의 정치적 반대자들을 포함하여 약 700명의 죄수들을 사면하는 법령에 서명했고, 이 결정은 일주일 전에 주어진 망명자들의 귀환을 허용하겠다는 그의 약속에 따른 것이다.

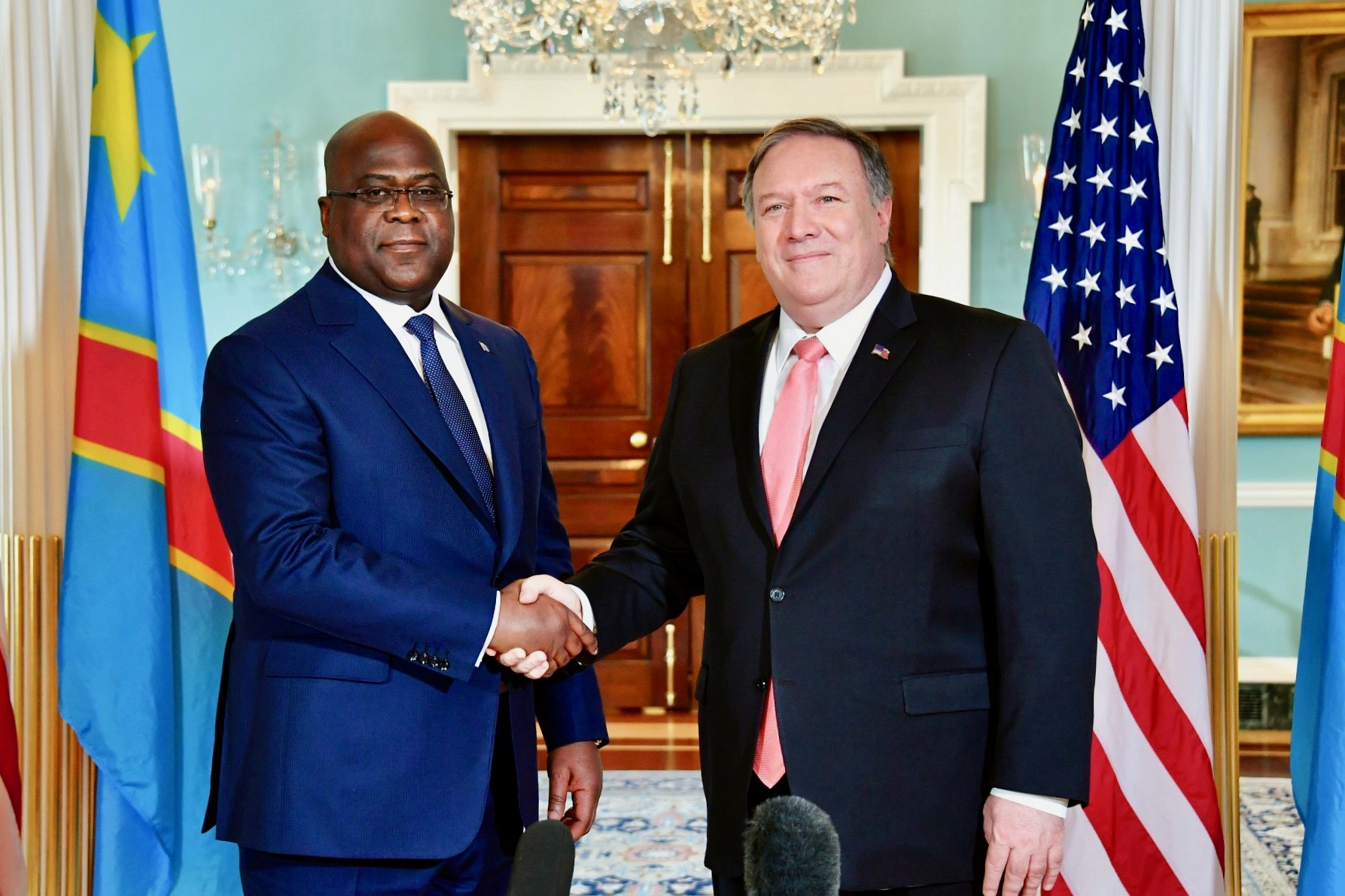
2019년 4월, 펠릭스 치세케디와 마이크 폼페이오 미국 국무장관

2019년 초, 국회와 상원을 장악한 치세케디와 카빌라의 FCC 연합 사이에 협상이 진행 중이었다. 4월 말, 《준 아프리케》는 카빌라가 광산 회사 임원인 알베르 유마 물림비에게 총리 후보로 제안했다고 보고했다. 물림비는 2018년에 채택된 새로운 광산 코드를 지지하며 DRC가 국제 광산 회사들과 논쟁을 벌였고, 치세케디는 그를 임명하지 말라는 외국의 압력을 받아왔다. 남키부주의 시민 사회는 치세케디에게 그의 비서실장 비탈 카메르헤를 총리로 임명할 것을 추천했다. 몇 달 동안, 치세케디는 의회에 의해 좌절되면서 카빌라 정부의 장관들과 계속 일했다. 그는 그 지역에서 에볼라의 발발뿐만 아니라 키부 분쟁을 다루는 데 있어 어려움에 직면했다. 3월 초, 치세케디는 인프라, 교통, 교육, 주택, 통신, 건강, 물 및 농업을 개선하기 위한 프로그램을 시작했다.
대부분의 도지사는 카빌라 계열의 후보들이 이겼다.
2019년 5월 20일, 치세케디는 직업 공무원 실베스트르 일룽가를 총리로 임명하면서 FCC 연합과 카빌라와 합의에 도달했다. 일룽가는 1970년대에 그의 정치 경력을 시작했고 1997년 그가 전복되기 전까지 모부투 세세 세코 아래에서 많은 내각 직책을 맡았다. 그는 또한 카빌라의 동맹이다. 2019년 7월 말, 치세케디는 의회와 새 정부 구성에 관한 합의에 도달했다. 일룽가의 새 내각에는 65명의 위원, 48명의 장관, 17명의 차관이 포함될 것이며, 이는 카빌라 연합 FCC와 치세케디의 CACH 동맹으로 나뉘어야 한다. 6개의 가장 중요한 부처 중 3개(국방, 정의, 재정)를 포함하여 대다수의 부처가 FCC에 갔으며, 외교, 내무 및 예산 포트폴리오는 치세케디의 동맹국에게 갔다.

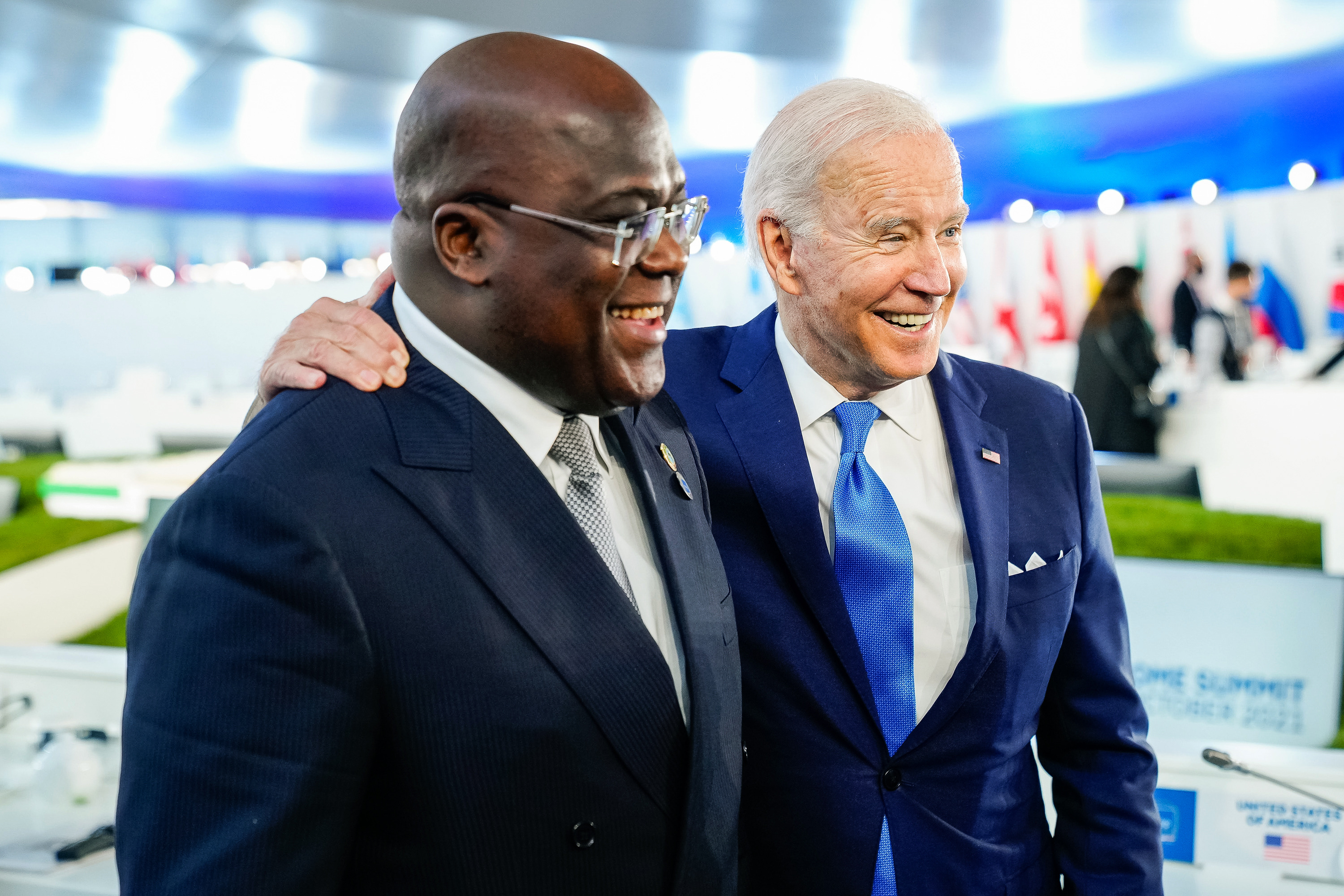
2021년 로마 G20 정상회의에서 치세케디와 조 바이든 미국 대통령

권력 투쟁이 치세케디의 전임자의 동맹들과의 연합이 붕괴되고 많은 의원들이 승리한 후, 일룽가는 공직을 떠날 수 밖에 없었고 치세케디는 2021년 2월 15일에 게카민의 지도자 사마 루콘데를 후임자로 임명했다.
2021년 4월 12일, 치세케디는 사마 루콘데 총리가 새 정부를 구성하면서 카빌라와 그의 동맹국들과의 2년간의 연합을 공식적으로 종료했다. 국영 텔레비전 방송에서, 카송고 음웨마 얌바 얌바 대변인은 앙투아네트 은삼바 칼람바이를 광산 장관으로 포함한 많은 새로운 임명을 발표했다. 대통령은 카빌라에 충성하던 정부의 마지막 남은 요소들을 축출하는 데 성공했다.
치세케디는 전임자인 조제프 카빌라가 중국과 체결한 광산 계약, 특히 시코민즈가 수십억 개에 달하는 '인프라를 위한 광물' 거래에 대한 검토를 요구했다. 그는 또한 COP26 기후 정상회의의 첫 번째 주요 합의에서 2030년까지 콩고 민주 공화국의 삼림 벌채를 끝내고 되돌리겠다고 약속했다.
2022년 10월, 치세케디는 동부의 격렬한 분쟁을 진압하는 것을 돕기 위해 러시아 용병을 데려오는 것을 배제하고 지역의 불안에도 불구하고 경제 개발 계획을 계속 추진할 것을 맹세했다.

## 역대 선거 결과
| 선거명      | 직책명                    | 대수 | 정당             | 득표율 | 득표수       | 결과 | 당락 |
| ----------- | ------------------------- | ---- | ---------------- | ------ | ------------ | ---- | ---- |
| 2018년 선거 | 콩고 민주 공화국의 대통령 | 5대  | 민주사회진보연합 | 38.56% | 7,051,013표  | 1위  |      |
| 2023년 선거 | 콩고 민주 공화국의 대통령 | 5대  | 민주사회진보연합 | 73.47% | 13,058,962표 | 1위  |      |